# Они были первыми
«Они́ бы́ли пе́рвыми» — советский полнометражный чёрно-белый художественный фильм, поставленный на Московской киностудии имени М. Горького в 1956 году режиссёром Юрием Егоровым. В основе сценария фильма — пьеса Юзефа Принцева «На улице Счастливой».
Премьера фильма в СССР состоялась 15 мая 1956 года.

## Сюжет
1918 год. В Петрограде тревожно. Всё теснее сжимается вокруг революционного города вражеское кольцо. Уходят на фронт рабочие полки. Борьба с врагами Советской власти идёт не только на подступах к городу, но и в тылу. В это суровое и трудное для революции время по воле партии большевиков на рабочих окраинах создаются комсомольские организации. Первыми в комсомол вступают молодые рабочие — Степан Барабаш, Саня Чижик, Глаша, Кузьма. После некоторых колебаний и раздумий комсомольцами становятся крестьянский паренёк Фёдор, приехавший из глухой деревни на заработки в Питер, и гимназист Женя Горовский. В дни напряжённых боёв молодые патриоты вместе с отрядами рабочей гвардии отправляются на защиту Петрограда…
О первых комсомольцах Петрограда, которые встали на защиту Советской власти.

## В ролях
- Георгий Юматов — Степан Барабаш, рабочий, комсомолец
- Лилиана Алёшникова — Глаша, рабочая
- Марк Бернес — Родионов, секретарь райкома партии
- Михаил Ульянов — Алексей Колыванов
- Александр Толстых — Фёдор, племянник тёти Кати
- Виктор Терехов — Кузьма Савотеев, рабочий
- Михаил Державин — Евгений Горовской, студент и поэт
- Нина Крачковская — Лена, подруга Евгения Горовского
- Виктор Брежнев — Стрельцов, студент
- Сергей Голованов — Заблоцкий
- Виктор Степанов — Саня Чижик, друг Степана Барабаша
- Алексей Бахарь — механик Павлов
- Михаил Кондратьев — В. И. Ленин

## Съёмочная группа
- Авторы сценария — Юрий Егоров, Юзеф Принцев
- Режиссёр-постановщик — Юрий Егоров
- Оператор — Игорь Шатров
- Художник — Пётр Галаджев
- Композитор — Марк Фрадкин
- Директор картины — Я. Светозаров

## Звуковая дорожка
- В фильме звучат песни Марка Фрадкина «За фабричной заставой» («За фабричной заставой,/ Где закаты в дыму…») и «Мы жили по соседству» («Мы жили по соседству,/ Встречались просто так…») на стихи Евгения Долматовского в исполнении Владимира Трошина.